# Women Empowerment League
La Women Empowerment League  (日本女子プロサッカーリーグ?), così indicata internazionalmente in lingua inglese, WE League (WEリーグ［うぃーりーぐ?) è, la massima divisione del campionato giapponese femminile di calcio iniziato nella stagione 2021-2022 e il primo campionato di calcio femminile completamente professionistico che si terrà in Giappone.
Sostituì di conseguenza come livello massimo la Nadeshiko League Division 1, declassata a secondo livello del campionato nazionale, introducendo una serie di novità, le più evidenti il passaggio a un campionato invernale, come la maggior parte dei campionati europei di primo livello, e la mancanza di retrocessione al livello inferiore.

## Storia
Il 3 giugno 2020, la Federcalcio giapponese ha annunciato l'istituzione della Women Empowerment League per diventare la nuova lega di calcio femminile professionistica di punta del Giappone. All'inizio del primo campionato, nell'autunno del 2021, la semi-professionisticaa Nadeshiko League divenne il secondo livello della piramide del calcio femminile giapponese. Il regolamento di ammissione prevede che ogni squadra iscritta alla WE League deve avere almeno cinque giocatrici che abbiano sottoscritto contratti completamente professionali e che non siano soggetti a un tetto salariale.
Dopo l'annuncio della sua istituzione sono 17 i club hanno chiesto di aderire alla WE League, la quale aveva inizialmente previsto l'ammissione da 8 a 10 squadre, e i cui risultati sarebbero stati annunciati nell'ottobre 2020. Il 15 ottobre 2020, undici club sono stati annunciati come membri fondatori della WE League, inclusi sette affiliati alla J1 League.

## Formula
La stagione inaugurale, il campionato 2020-2021, vide la partecipazione di 11 squadre che giocarono un doppio girone all'italiana, con un incontro casalingo e uno in trasferta. A differenza della Nadeshiko League, la WE League gioca una stagione invernale conforme alla maggior parte dei campionati europei.
Simile alla statunitense National Women's Soccer League, non vi è alcuna retrocessione dalla WE League alla Nadeshiko League, ma le squadre possono essere promosse da quest'ultima nelle prime stagioni affinché la WE League raggiunga il numero desiderato di squadre.

## Le squadre

### Organico attuale
| Squadra                    | Posizione nel 2020 | Prima stagione nella massima divisione | Prima stagione in WE League | Prima stagione dell'attuale turno in massima divisione | Titoli nella massima divisione | Titolo più recente nella massima divisione |
| -------------------------- | ------------------ | -------------------------------------- | --------------------------- | ------------------------------------------------------ | ------------------------------ | ------------------------------------------ |
| Mynavi Sendai              | 7º posto, N1       | 2013                                   | 2021-2022                   | 2013                                                   | 0                              | –                                          |
| Urawa Reds                 | 1º posto, N1       | 1999                                   | 2021-2022                   | 1999                                                   | 4                              | 2020                                       |
| Omiya Ardija Ventus        | -                  | 2021-2022                              | 2021-2022                   | 2021-2022                                              | 0                              | –                                          |
| Chifure Elfen Saitama      | 2º posto, N2       | 2002                                   | 2021-2022                   | 2021-2022                                              | 0                              | –                                          |
| JEF United                 | 6º posto, N1       | 2000                                   | 2021-2022                   | 2009                                                   | 0                              | –                                          |
| Tokyo Verdy Beleza         | 3º posto, N1       | 1989                                   | 2021-2022                   | 1989                                                   | 17                             | 2019                                       |
| Nojima Stella Kanagawa S.  | 8º posto, N1       | 2017                                   | 2021-2022                   | 2017                                                   | 0                              | –                                          |
| Nagano Parceiro            | 5º posto, N2       | 2003                                   | 2021-2022                   | 2021-2022                                              | 0                              | –                                          |
| Albirex Niigata            | 5º posto, N1       | 2007                                   | 2021-2022                   | 2007                                                   | 0                              | –                                          |
| Cerezo Osaka Sakai         | 4º posto, N1       | 2018                                   | 2023-2024                   | 2023-2024                                              | 0                              | –                                          |
| INAC Kobe Leonessa         | 2º posto, N1       | 2006                                   | 2021-2022                   | 2006                                                   | 3                              | 2013                                       |
| Sanfrecce Hiroshima Regina | -                  | 2021-2022                              | 2021-2022                   | 2021-2022                                              | –                              | –                                          |

## Albo d'oro
- 2021-2022:  INAC Kobe Leonessa (1)
- 2022-2023:  Urawa Reds (1)
- 2023-2024:  Urawa Reds (2)
- 2024-2025:  Tokyo Verdy Beleza (1)